# Heiner Mora
Heiner Mora Mora (Guácimo, 20 juni 1984) is een Costa Ricaans voormalig voetballer die doorgaans speelde als rechtsback. Tussen 2005 en 2021 was hij actief voor Santos Guápiles, Brujas, Universidad, opnieuw Brujas, opnieuw Santos Guápiles, Deportivo Saprissa, Hønefoss, Bélen, opnieuw Deportivo Saprissa, Pérez Zeledón en Barrio México. Mora maakte in 2010 zijn debuut in het Costa Ricaans voetbalelftal en kwam uiteindelijk tot tweeëntwintig interlandoptredens.

## Clubcarrière
Mora speelde in het begin van zijn carrière voor Santos de Guápiles en via Brujas en Universidad de Costa Rica keerde hij weer terug bij zijn oude club. In 2011 stond de verdediger in de interesse van het Amerikaanse Seattle Sounders, maar hij werd verhuurd aan Deportivo Saprissa. In 2012 vertrok Mora naar het buitenland, waar hij actief zou zijn bij het Noorse Hønefoss. Hier speelde hij één jaar en kwam hij tot drie goals in vierendertig wedstrijden. In augustus 2013 verkaste hij naar Bélen, in Costa Rica, en in januari 2014 nam Deportivo Saprissa hem weer over. In mei 2017 werd zijn verbintenis met een jaar verlengd, tot medio 2018. Vanaf medio 2019 speelde hij voor Pérez Zeledón, wat hij begin 2020 achter zich liet. Mora tekende in juli 2020 voor een jaar bij Barrio México. Hierna besloot Mora op zevenendertigjarige leeftijd een punt te zetten achter zijn actieve loopbaan.

## Interlandcarrière
Mora maakte zijn debuut in het Costa Ricaans voetbalelftal op 4 september 2010. Op die dag werd een vriendschappelijke wedstrijd tegen Panama met 2–2 gelijkgespeeld. De verdediger mocht in de basis beginnen en hij speelde het gehele duel mee. Op 6 juni 2011 maakte hij tegen Cuba (5–0 winst) zijn eerste interlanddoelpunt. Op 12 mei 2014 werd bekend dat Mora opgenomen was in de Costa Ricaanse voorselectie voor het WK 2014 in Brazilië. Hij haalde de definitieve selectie, maar werd één dag voor het begin van het toernooi alsnog vervangen door David Myrie omdat hij te veel last had van een scheurtje in zijn achillespees.